# ラクダカルテット
ラクダカルテットは、元東京少年、元ティポグラフィカのキーボード奏者、水上聡がリーダーのジャズファンクバンド。
メンバーは、
水上 聡（Key、P）
林 栄一（As）
佐藤 帆（Ts,Key）
類家心平（Tp）
水谷浩章（B）
外山 明（Ds）
中村 敬（Vo）